# Präsidium
Ein Präsidium (von lat. praesidium) ist allgemein eine Bezeichnung für die Leitungsebene in Verwaltungen und Organisationen (wie z. B. Parteien, Vereinen und Stiftungen), die in der Regel aus einem Präsidenten und seinen Stellvertretern besteht. Die Regelungen über das Präsidium ergeben sich aus dem Gesetz oder aus den Satzungen für Parteien, Vereine oder Stiftungen.

## Beispiele
Im Deutschen Bundestag besteht das Präsidium (§ 5 BTGO) aus dem Bundestagspräsidenten und den Vizepräsidenten, die sich in der Leitung der Plenarsitzungen abwechseln (§ 21 BTGO).
Auch der Deutsche Bundesrat hat ein Präsidium.
In der Justiz bezeichnet man damit das Selbstverwaltungsorgan eines Gerichtes (Gerichtspräsidium gemäß §§ 21a ff. GVG).
Ebenfalls haben berufsständische Kammern häufig ein Präsidium, wie z. B. die Rechtsanwaltskammern gemäß §§ 78 ff. BRAO oder die Bundesnotarkammer gemäß § 79 BNotO.
In der Verwaltung existieren die Polizeipräsidien oder Regierungspräsidien als Mittelbehörden, die nach dem Landesrecht des jeweiligen Bundeslandes gebildet werden.
Im Brauchtum von Studentenverbindungen versteht man darunter den üblicherweise durch die Chargierten gestellten Vorsitz bei den traditionellen Feierlichkeiten (Kneipe und Kommers).
Auch wird bei den Vorsitzenden einer Hochschule häufig von Präsidium gesprochen.